# Église de Kuivaniemi
L'église de Kuivaniemi (en finnois : Kuivaniemen kirkko) est une église en bois située dans le village Kuivaniemi de la commune d'Ii en Finlande,.